# 施密特島

北地群島。深色為施密特岛

施密特島是位於北冰洋上北地群島的一個島嶼，位於群島的西北角，為俄羅斯領土。面積467平方公里。島上大部分面積屬施密特冰川。
1930年由俄国人O．Ю．施密特率领的考察队乘“谢多夫”号破冰船发现。島名紀念蘇聯科學家奧圖·施密特。